# Jamus Lim

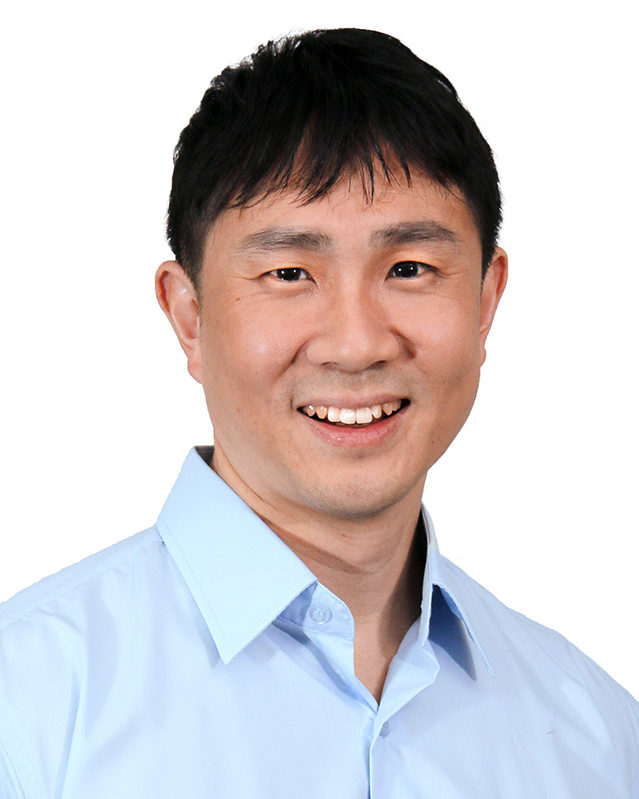
Jamus Lim (2021)

Jamus Jerome Lim Chee Wui (* 1976) ist ein singapurischer Ökonom und Politiker. Als Mitglied der Arbeiterpartei wurde er nach den Parlamentswahlen 2020 in Singapur als Vertreter des Wahlkreises der Sengkang-Gruppe für Anchorvale in das Parlament von Singapur gewählt.

## Frühes Leben und Karriere
Lim besuchte die Catholic High School, die Raffles Institution und das Raffles Junior College im Rahmen seiner frühen Ausbildung in Singapur. Während seines Nationaldienstes in Singapur war er auch Sanitäter bei den Streitkräften von Singapur.
Lim absolvierte 1998 die University of Southern Queensland mit einem Bachelor of Business in Wirtschaftswissenschaften. Anschließend erhielt er 2000 einen Master of Science in Wirtschaftswissenschaften von der London School of Economics und ging an die University of California in Santa Cruz, wo er 2006 einen Master of Arts in Politik und einen Doktortitel in internationaler Wirtschaft abschloss. Im Jahr 2018 absolvierte Lim die Harvard University mit einem Master of Liberal Arts in Geschichte.  In 2018, Lim graduated from Harvard University
Lim arbeitete von 2007 bis 2014 sieben Jahre lang bei der Weltbank, war Mitglied der Development Prospects Group und auf langfristige makroökonomische Projektionen spezialisiert. Er war auch Ökonom am Institut für Südostasienkunde und der Abu Dhabi Investment Authority. 2018 trat er der in Singapur ansässigen unabhängigen Investment-Management-Firma Thirdrock bei. Lim ist außerdem außerordentlicher Professor für Wirtschaftswissenschaften an der ESSEC Business School in Singapur. Am 23. Juli 2020 wurde Lim in den Rat der Economic Society of Singapore (ESS) gewählt.

## Politischer Karriere
Lim wurde im September 2019 Mitglied der Arbeiterpartei, nachdem er sich zuvor freiwillig für die Basisaktivitäten der Partei gemeldet hatte. Am 30. Juni 2020 wurde er zusammen mit Raeesah Khan, He Ting Ru und Louis Chua als eines der vier Parteimitglieder bekannt gegeben, die im Rahmen der Parlamentswahlen 2020 in Singapur gegen den neu gebildeten Wahlkreis der Sengkang-Gruppe antreten. Das Team trat gegen Lam Pin Min, Ng Chee Meng, Amrin Amin und Raymond Lye von der People’s Action Party an.
Am 1. Juli 2020 war Lim in eine politische Fernsehdebatte mit Francis Yuen von der Progress Singapore Party, Chee Soon Juan von der Singapore Democratic Party und Vivian Balakrishnan von der People’s Action Party verwickelt. Sein Auftritt bei der Debatte wurde gut aufgenommen. PN Balji von The New Paper schrieb, er rieche „nach Rosen“ und Toh Wen Li von The Straits Times beschrieb Lim als den „Sternenkandidat“ der Arbeiterpartei.
Am 10. Juli 2020 wurden Lim und sein Team nach den Ergebnissen der Parlamentswahlen in Singapur im Jahr 2020 in das Parlament von Singapur gewählt, nachdem sie 52,13 % der Stimmen aus ihrem Wahlkreis erhalten hatten. Sie besiegten die People’s Action Party in einem verärgerter Sieg, der der Opposition einen zweiten Wahlkreis für Gruppenvertretung sicherte. Am 3. September 2020 hielt Lim seine erste Rede im Parlament. Er behauptete, dass unser politischer Entscheidungsprozess „nicht genügend Mitgefühl“ habe und schlug vor, dass Singapur einen „einfachen, pauschalen Mindestlohn“ einführen könne.
Am 27. Dezember wurde Lim zusammen mit seinem Sengkang GRC-Team, He Ting Ru, Raeesah Khan und Louis Chua, in das zentrale Exekutivkomitee der WP gewählt.